# Anopheles atropos
Anopheles atropos är en tvåvingeart som beskrevs av Dyar och Frederick Knab 1906. Anopheles atropos ingår i släktet Anopheles och familjen stickmyggor. Inga underarter finns listade i Catalogue of Life.